# 左秉壎
左秉壎（？年—1892年10月20日），號雅南，廣州駐防正黄旗漢軍人，同治十二年癸酉科繙譯舉人，覆試列二等。同治十三年（1874年）甲戌科繙譯進士，候選主事。

## 生平
- 光緒七年（1881年），候補知縣到省試用一年期滿，年富力強，辦事穩練，留於廣西[6][7]。
- 光緒十三年（1887年），署馬平縣知縣，馬平縣最瘠苦，事繁多盜，安良除暴，實力實心，勤樸隱韻，士民感戴[8][9]。任内請頒賜匾額柳州府北門城樓祀北極佑聖眞君[10]。
- 光緒十四年（1888年），署任貴縣知縣[11]，修復城垣[12][13][14][15][16]。
- 光緒十五年（1889年），署永福縣知縣，品端才裕，辦事實心[17][18]。
- 光緒十五年（1889年），經猷政績。堪備循良。傳旨嘉奬[19][20]。
- 光緒十五年十二月（1890年），補任富川縣知縣[21][22][23][24][25][26]。
- 光緒十八年（1892年），調補鎮邊縣知縣[27][28]。
- 光緒十八年八月三十日（1892年10月20日），在任病故[29]。